# William Boardman
William Edwin Boardman (11 octobre 1810 – 4 février 1886) est un pasteur, enseignant et auteur américain. Son livre de 1858, The Higher Christian Life, connait un succès international majeur et contribue à l'essor du mouvement Higher Life. L'œuvre de Boardman attire l'attention internationale, notamment en Angleterre, où il exerce une grande influence en 1873-1874.

## Biographie
Boardman est né en 1810, fils d'Isaac Smith et d'Abigail Saltmarsh Boardman. Dans sa jeunesse, il reçoit une éducation religieuse et reçoit une connaissance approfondie de l'Évangile. Il épouse Mary Adams en 1837.
En 1858, il publie la première édition de The Higher Christian Life. Elizabeth Baxter rapporte que la lecture de « La Joie en Jésus » en 1873 l'a amenée à réévaluer ses croyances et à faire davantage confiance à Dieu. Baxter fonde la mission de Bethshan, qui a pour base la guérison par la prière. Elle attribue à Boardman le rôle de fondateur de la mission, mais d'autres la voient comme l'âme dirigeante.
En 1885, il coécrit un livre intitulé Skilful Susy: A Book of Fairs and Bazars, avec l'auteur et journaliste américaine Mary Gay Humphreys.
Dwight L. Moody et Ira Sankey mènent des campagnes d'évangélisation, et Boardman prêche dans toute l'Angleterre sur la sainteté et la vie supérieure. Cela conduit à la création des Conventions de Keswick.
Boardman devient également un leader dans le ministère de la guérison spirituelle et il inspire la Bethshan Healing Home à Londres.
En 1885, il organise la Convention internationale de sainteté et de guérison divine à Londres et invite le pasteur canadien Albert Benjamin Simpson à être l'un des conférenciers. Cette conférence est considérée par beaucoup comme un tournant dans les origines du mouvement pentecôtiste moderne.
Le ministère de Boardman se poursuit jusqu'à sa mort, survenue le 4 février 1886 à Londres. La mission de Bethshan se poursuit et Baxter visite la mission indienne à deux reprises après sa mort.

## Publications
- The Higher Christian Life, Boston : Henry Hoyt (1858)
- He That Overcomenth: or the Conquering Gospel, Londres : James Nisbet & Co. (1869)
- Gladness in Jesus[4]
- Faith Work under Dr Cullis, in Boston en 1873 (biographie de Charles Cullis )
- In The Power Of The Spirit, or, Christian experience in the light of the Bible 1875
- The Great Physician (Jehovah Rophi) 1881